# سیارک ۵۷۶۲
سیارک ۵۷۶۲ (به انگلیسی: 5762 Wanke، نامگذاری:1981EG28) پنج هزار و هفتصد و شصت و دومین سیارک کشف شده‌است که در ۲ مارس ۱۹۸۱ کشف شد.
قدر مطلق سیارک برابر ۲۰.۴ است.